# Zenith (Schiff)
Die Zenith war ein auf der Meyer-Werft in Papenburg für Celebrity Cruises gebautes und 1992 an die amerikanische Reederei abgeliefertes Kreuzfahrtschiff. Das Schiff wurde zuletzt von Pullmantur Cruises unter dem Namen betrieben. 2022 wurde es in Alang verschrottet.

## Geschichte

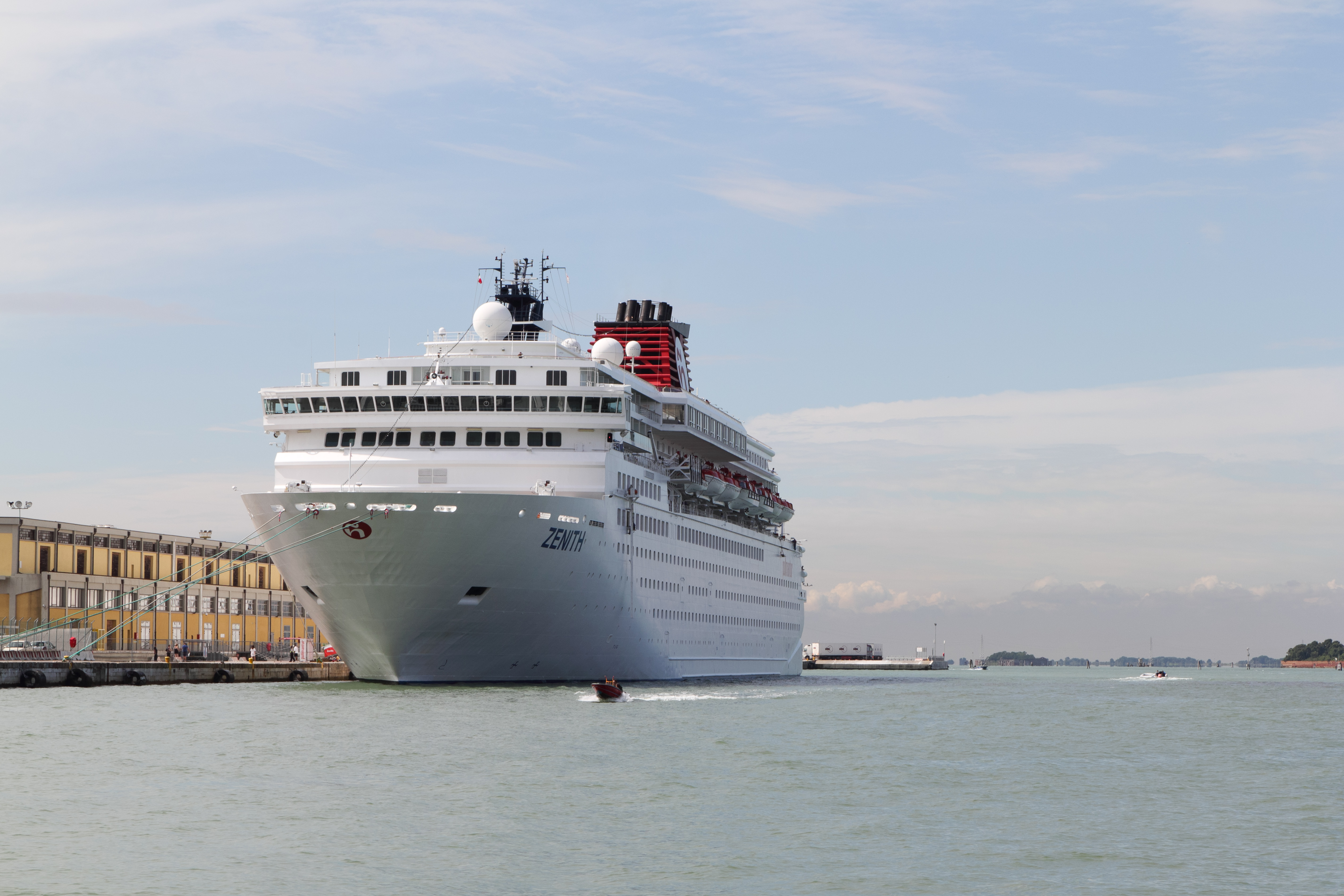
Zenith in Venedig (2010)

Das Schiff wurde als Schwesterschiff der Horizon von Celebrity Cruises, damals noch einer Tochter der griechischen Reederei Chandris, bei der Meyer Werft in Auftrag gegeben. Die etwas größere Zenith wurde durch den Yacht-Designer Jan Bannenberg entworfen und glich der Horizon bis auf den vorderen Aufbauteil, eine unmerkliche Verlängerung bot Platz für zusätzliche zehn Fahrgastkabinen. Der Bau des Schiffes kostete rund 200 Millionen US-Dollar. Das Schiff wurde am 15. Februar 1992 ausgeliefert und unter der Flagge der Republik Liberia in Dienst gestellt. Im März 1992 lief es zum ersten Mal in den Hafen von New York ein. Die erste Kreuzfahrt wurde ab 4. April 1992 ab Florida durchgeführt.
Das Kreuzfahrtschiff wurde 1999 komplett renoviert und fortan im oberen Fünf-Sterne-Segment angesiedelt. Es bot Platz für 1375 Passagiere bei einer Besatzung von rund 640 Personen. Es wurde für Kreuzfahrten von Florida mit den Abgangshäfen Miami oder Tampa in die Karibik und zu den Bermudas eingesetzt.
Die Zenith wurde am 18. Dezember 2002 in das Schiffsregister der Bahamas eingetragen. Der neue Heimathafen wurde Nassau. Zwischen Mai und November 2006 wurde sie für Kreuzfahrten entlang der Westküste Nordamerikas eingesetzt. Abfahrtshafen waren dabei Vancouver oder Seattle. Celebrity Cruises entsprach mit der Verlegung der gestiegenen Nachfrage nach Alaska-Kreuzfahrten.
Am 11. Juni 2007 wurde das Schiff von Celebrity Cruises an Pullmantur Cruises übergeben. Dabei wechselte die Zenith auch Flagge und Heimathafen nach Valletta auf Malta. Im Jahr der Übernahme durch Pullmantur Cruises wurde das Schiff einer Modernisierung unterzogen. Zunächst wurde es für Kreuzfahrten auf dem Mittelmeer eingesetzt.
Nachdem das Schiff ab 2014 für CDF Croisières de France eingesetzt wurde, fuhr es ab deren Auflösung 2017 wieder für Pullmantur Cruises.
Im Sommer 2019 wurde das Schiff an die japanische Nichtregierungsorganisation Peace Boat verchartert. 2020 verließ das Schiff die Flotte von Pullmantur Cruises und wurde anschließend in The Zenith umbenannt. Wegen der COVID-19-Pandemie wurde das Schiff jedoch nie von Peace Boat eingesetzt, sondern im Juli 2020 im griechischen Lavrio aufgelegt.
2022 wurde das Schiff schließlich an ein Unternehmen in den Vereinigten Arabischen Emiraten verkauft. Am 8. Juni verließ das in TSM Singapore umbenannte und unter die Flagge Palaus gebrachte Schiff Lavrio und lag darauf für mehrere Wochen zunächst in der omanischen Küstenstadt Duqm. Im September 2022 traf das mittlerweile in Singa umbenannte Schiff im indischen Alang zur Verschrottung ein.

## Zwischenfälle
- 2008 verursachte das Schiff in der griechischen Hafenstadt Piräus einen Unfall. Es prallte beim Anlegen gegen das griechische Kreuzfahrtschiff Aegean Pearl, was zu einer beschädigten Reling an der Aegean Pearl führte.[12]
- Am 18. August 2009 brach an Bord der Zenith ein Feuer aus. Das Schiff lag im Stockholmer Hafen und es befanden sich nur 200 Passagiere an Bord, die anderen waren auf Landgang. Einige Besatzungsmitglieder erlitten Rauchvergiftungen. Das Feuer konnte rasch gelöscht werden.[12][13]
- In der Nacht zum 27. April 2010 blockierten streikende Hafenarbeiter im griechischen Piräus den Zugang zum Hafen, so dass viele der ankommenden Passagiere das Schiff nicht verlassen und neu ankommende Passagiere ihre Kreuzfahrt zunächst nicht antreten konnten.[14]
- Am 25. Juni 2013 brach an Bord nahe der italienischen Stadt Chioggia Feuer im Maschinenraum aus. Von den Passagieren und der Besatzung wurde niemand verletzt. Das Schiff musste in den Hafen von Venedig geschleppt werden.[15]

## Technische Daten
Das Schiff wurde von zwei Neunzylinder- und zwei Sechszylinder-Dieselmotoren von MAN angetrieben (Typen: 9L 40/54 / 6L 40/54). Die Motoren wirkten über Untersetzungsgetriebe auf zwei Verstellpropeller. Für die Stromerzeugung standen drei Generatoren zur Verfügung, die von MAN-Dieselmotoren (Typ: 6L 40/54) angetrieben wurden. Weiterhin wurde ein Notgenerator verbaut. Das Schiff war mit zwei Bugstrahl- und einem Heckstrahlruder ausgestattet.

## Literarisches
Der amerikanische Autor David Foster Wallace unternahm 1995 im Auftrag der Zeitschrift Harper’s Magazine eine 7-tägige Karibik-Kreuzfahrt auf diesem Schiff. Sein Bericht erschien 1996 unter dem Titel Shipping Out in dieser Zeitschrift. Eine erweiterte Fassung erschien 1997 als Buch unter dem Titel A Supposedly Fun Thing I’ll Never Do Again. Die deutsche Übersetzung erschien 2002 unter dem Titel Schrecklich amüsant – aber in Zukunft ohne mich und ab 2006 als Taschenbuch. Im Buch wird das Schiff nach einer Erwähnung des richtigen Namens ironisch Nadir genannt – vgl. Zenit (Richtungsangabe) und Nadir (Richtungsangabe) – und für den Stapellauf das Jahr 1993 angegeben.